# Oligoryzomys nigripes
Oligoryzomys nigripes là một loài động vật có vú trong họ Cricetidae, bộ Gặm nhấm. Loài này được Olfers mô tả năm 1818.